# فريبورغ أولمبيك
فريبورغ أولمبيك هو فريق كرة سلة سويسري للمحترفين تأسس في سنة 1961 يقع مقره في فريبورغ.

## الإنجازات
كأس سويسرا
- الفوز (6): 1967، 1976، 1978، 1997، 1998، 2007

كأس الدوري السويسري
- الفوز (3): 2007، 2008، 2009

## وصلات خارجية
- الموقع الرسمي